# Алахуэла (провинция)
Алахуэ́ла (исп. Alajuela) — одна из 7 провинций Коста-Рики.

## География
Расположена в северной части страны. Граничит на западе с провинцией Гуанакасте, на юге с Пунтаренас и Сан-Хосе, на востоке с Эредией, на севере с государством Никарагуа. Является одной из самых больших по площади в стране, её площадь — 9753 км². Население — 848 146 чел. (2011). Административный центр — город Алахуэла. Другой крупный город — Сьюдад-Кесада.
На территории провинции находятся два действующих вулкана: Ареналь и Поас.
Через провинцию проходит Панамериканское шоссе.

## История
До прихода испанских колонизаторов территория провинция была заселена индейскими племенами хетарас, вотос, гуатасос, тикес и катапас.

## Кантоны
Провинция разделена на 15 кантонов:
1. Алахуэла
2. Альфаро Руис
3. Атенас
4. Вальверде-Вега
5. Гресия
6. Гуатусо
7. Лос-Чилес
8. Наранхо
9. Оротина
10. Пальмарес
11. Поас
12. Сан-Карлос
13. Сан-Матео
14. Сан-Рамон
15. Упала

## Галерея

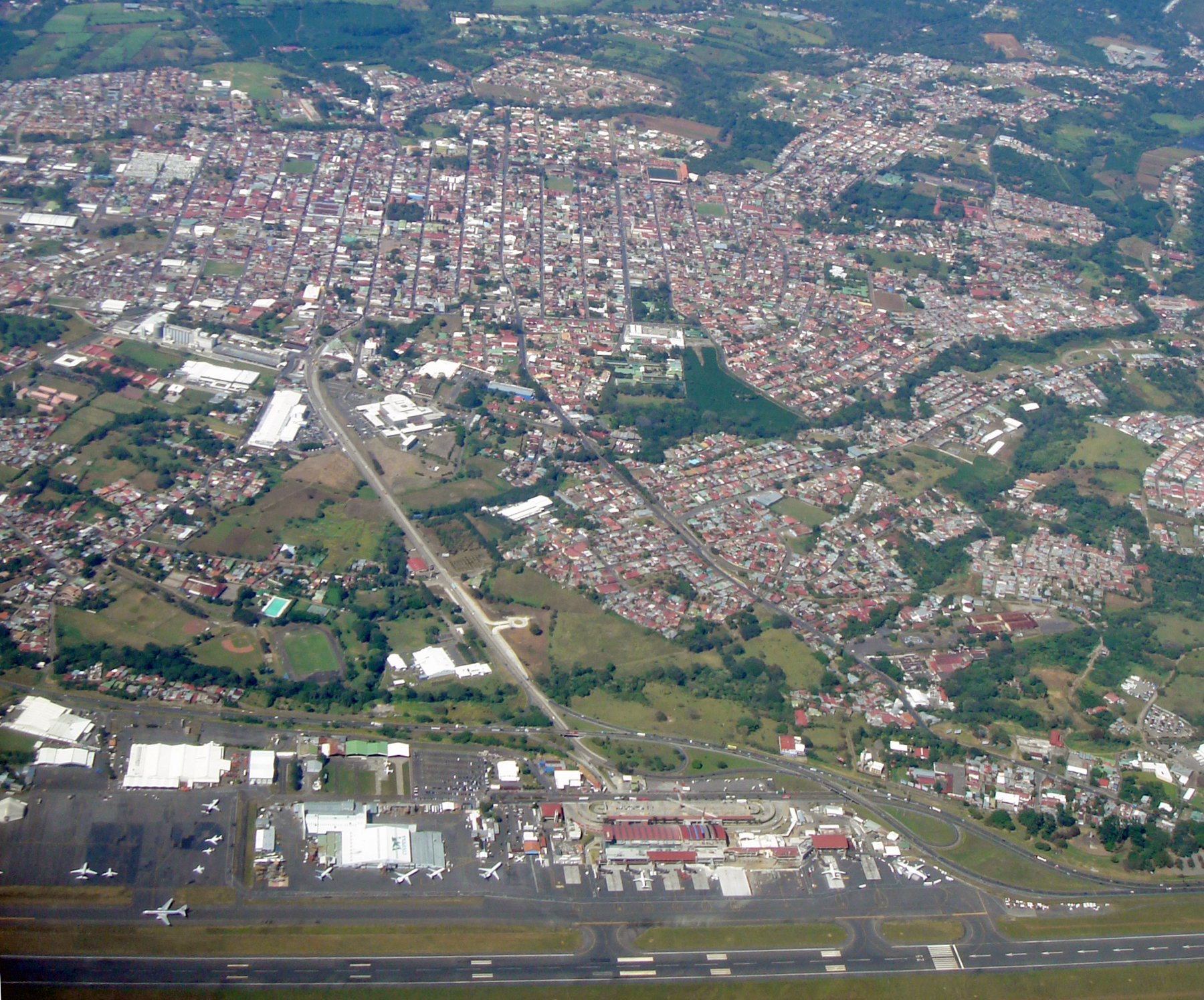
Вид на Алахуэлу
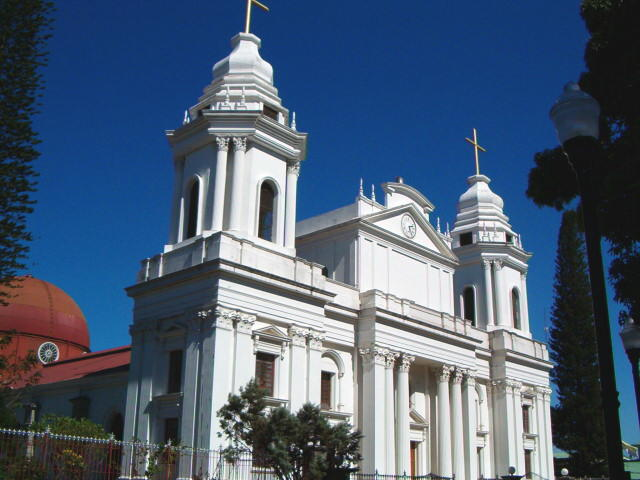
Кафедральный собор Алахуэлы
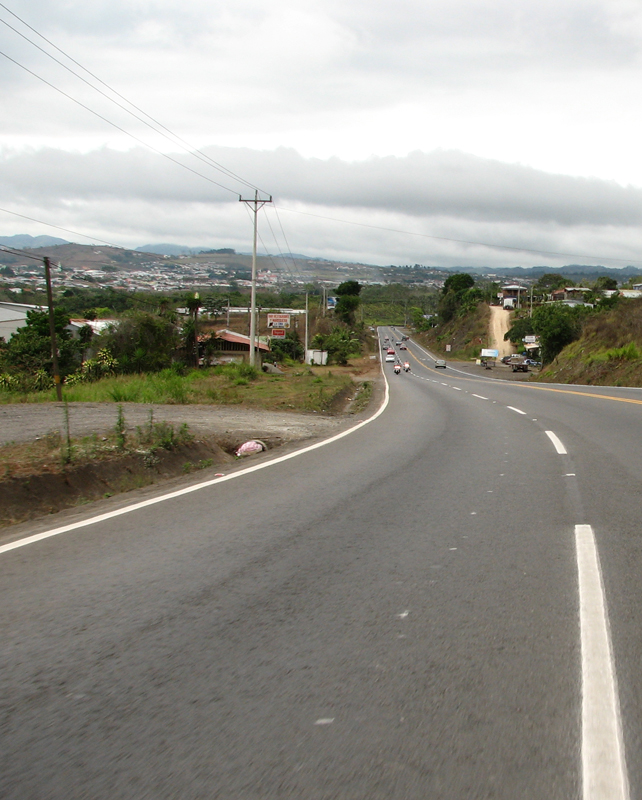
Панамериканское шоссе в Сан-Рамоне